# Jean-Philippe Pipart
Jean-Philippe Pipart (* 30. März 1954 in Cambrai) ist ein ehemaliger französischer Radrennfahrer.

## Sportliche Laufbahn
Pipart war im Straßenradsport aktiv. 1979 und 1980 war er Berufsfahrer im Radsportteam La Redoute-Cycles MBK. Danach startete er wieder als Amateur.
Als Amateur gewann er bis 1978 mehr als 80 Rennen, darunter die Tour de la Vienne 1974 und 1978, den Grand Prix des Marbriers und die französische Studentenmeisterschaft im Straßenrennen 1975, die Trophée Picon und den Circuit des Espoirs 1976, Paris–Rouen und eine Etappe des Ruban granitier Breton, den Grand Prix de Lillers 1981 und 1982. In der Ronde de l’Oise 1977 kam er auf den zweiten Rang. 1978 bestritt er die Internationale Friedensfahrt und wurde 48. der Rundfahrt.
Als Radprofi siegte er im Grand Prix de Denain 1979 vor Frits Pirard. 1980 wurde er dort Zweiter hinter Leo Van Thielen.